# Carmen Laffón
María del Carmen Laffón de la Escosura, née le 8 octobre 1934 à Séville et morte le 7 novembre 2021 à Sanlúcar de Barrameda,, est une peintre et sculptrice espagnole.

## Biographie
Carmen Laffón reçoit en 1982 le prix national d'arts plastiques puis la médaille d'or du mérite des beaux-arts en 1999.